# Medetera nudicoxa
Medetera nudicoxa är en tvåvingeart som beskrevs av Becker 1922. Medetera nudicoxa ingår i släktet Medetera och familjen styltflugor. Inga underarter finns listade i Catalogue of Life.